# Maldiverna i olympiska sommarspelen 2004
Maldiverna deltog i de olympiska sommarspelen 2004 med en trupp bestående av fyra deltagare, två män och två kvinnor, men ingen av landets deltagare erövrade någon medalj.

## Friidrott
Saeed hade den långsamaste  tiden på herrarnas 100 meter, medan Shifana slutade före två löpare och satte nationellt rekord på damernas 400 meter.
Herrarnas 100 meter:
- Sultan Saeed
  - Omgång 1: 11.72 s (8:a i heat 3, gick inte vidare, 80:a totalt)

Damernas 400 meter:
- Shifana Ali
  - Omgång 1: 1:00.92 (7:a i heat 4, gick inte vidare, 40:a totalt) (maldiviskt rekord)